# 巴特爾菲爾德B鎮區 (密蘇里州格林縣)
巴特爾菲爾德B鎮區（英語：Battlefield B Township）是位於美國密蘇里州格林縣的一個行政鎮區。

## 地方資料
巴特爾菲爾德B鎮區的面積為8.38平方千米，當中陸地面積為8.34平方千米，而水域面積為0.03平方千米。根據2020年美國人口普查的數據，當地共有人口4925人，而人口密度為每平方千米587.71人。